# نانهای
نانهای (به لاتین: Nanhai District) یک سکونتگاه مسکونی در جمهوری خلق چین است که در فوشان واقع شده‌است.

## خصوصیات
نانهای ۱٬۰۷۴ کیلومترمربع مساحت و ۲٬۵۸۸٬۸۴۴ نفر جمعیت دارد.